# Be with You.
be with you. – dwudziesty szósty singel BoA Kwon. Płyta została wydana w wersji CD i CD+DVD.
25 stycznia 2008 r. singel wyciekł do internetu.

## Lista utworów
| 01 | be with you.                            | 05:13 |
| 02 | Precious                                | 05:10 |
| 03 | Moments (Flying Humanoid mix)           | 05:13 |
| 04 | be with you(spring acoustic mix)*初回盤 | 05:13 |
| 05 | be with you. (wersja instrumentalna)    | 05:31 |
| 06 | Precious (wersja instrumentalna)        | 05:10 |

| 01 | be with you. (Teledysk; Promotion Video) |

## Wystąpienia na żywo
- 4 lutego 2008 - Hey! Hey! Hey! - be with you.
- 18 lutego 2008 - Music Lover - be with you.
- 22 lutego 2008 - Music Station - be with you.
- 23 lutego 2008 - Music Japan - be with you.
- 24 lutego 2008 - Melodix - be with you.